# Chase Carey

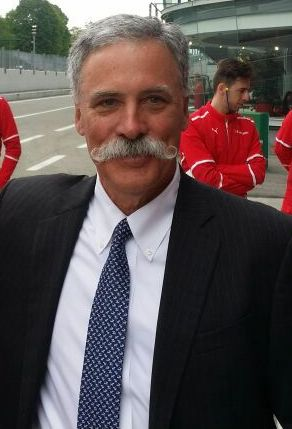
Chase Carey, 2018

Chase Carey (* 22. November 1953) ist ein US-amerikanischer Unternehmer, Executive Vice Chairman des 21st-Century-Fox-Konglomerats sowie von Januar 2017 bis März 2021  Chairman der Formula One Group.

## Karriere
Carey gilt als Rupert Murdochs engster außerfamiliärer Vertrauter. In den 1980er Jahren etablierte er für Murdoch die Fox-Senderkette in den Vereinigten Staaten. Carey entwickelte die Paid-content-Strategie des Konzerns.
Carey war von 2017 bis 2020 als Nachfolger von Bernie Ecclestone der Geschäftsführer der Formula One Group.
Beobachter gehen davon aus, dass Carey bei einem Rückzug von Murdoch die Fox-Konzernspitze übernehmen wird, sollten dessen Kinder noch nicht bereit sein.